# Абд аль-Малік II (Саманідський емір)
Абд аль-Малік II — саманідський правитель Мавераннахру, син Нуха II. Здійнявся на престол після повалення свого брата Мансура.

## Правління
16 травня 999 року, зазнавши поразки біля Мерва від Махмуда Газневі, Абд аль-Малик був змушений залишити Хорасан і повернутись до Бухари. Восени того ж року його володіння зазнали нападу з боку караханідського ілека Hacpa. Спроба організувати народний спротив виявилась невдалою. Провідники тюркської гвардії перейшли на бік ворога. 23 жовтня 999 року ілек без бою ввійшов до Бухари й наказав відіслати Абд аль-Малика разом з іншими членами династії в Узген.